# Blepharosis sublimbatus
Blepharosis sublimbatus är en fjärilsart som beskrevs av Rudolf Püngeler 1900. Blepharosis sublimbatus ingår i släktet Blepharosis och familjen nattflyn. Inga underarter finns listade i Catalogue of Life.